# Arctostaphylos bakeri
Arctostaphylos bakeri är en ljungväxtart. Arctostaphylos bakeri ingår i släktet mjölonsläktet, och familjen ljungväxter.

## Underarter
Arten delas in i följande underarter:
- A. b. bakeri
- A. b. sublaevis